# Rinorea crenata
Rinorea crenata là một loài thực vật thuộc họ Violaceae. Loài này có ở Costa Rica và Panama.